# Константин Попставрев
Константин Х. Попставрев (на гръцки: Κωνσταντίνος Χ. Παπασταύρος, Константинос Папаставрос или  Κωνσταντίνος Παπασταύρου, Константинас Папаставру), известен като капитан Мавроматис (καπετάν Μαυρομάτης), e гъркоманин, деец на гръцка андартска чета в Македония.

## Биография
Константин Попставрев е роден в костурското село Маврово, тогава в Османската империя, днес Маврохори, Гърция, и затова носи прякора Мавроматис, тоест Мавровски. Присъединява се към гръцката пропаганда и оглавява чета от 40 - 45 души, състояща се от жители на Маврово и Костур. Действа заедно с капитаните Александрос Георгиадис и Стерьос Кундурас.
Получава чин втори лейтенант от Гръцката армия. В Маврово е издигнат негов бюст.
- Четата на Константин Попставрев. Снимка от Музея на македонската борба в Костур